# ウィリアム・フォーサイス (バレエダンサー)

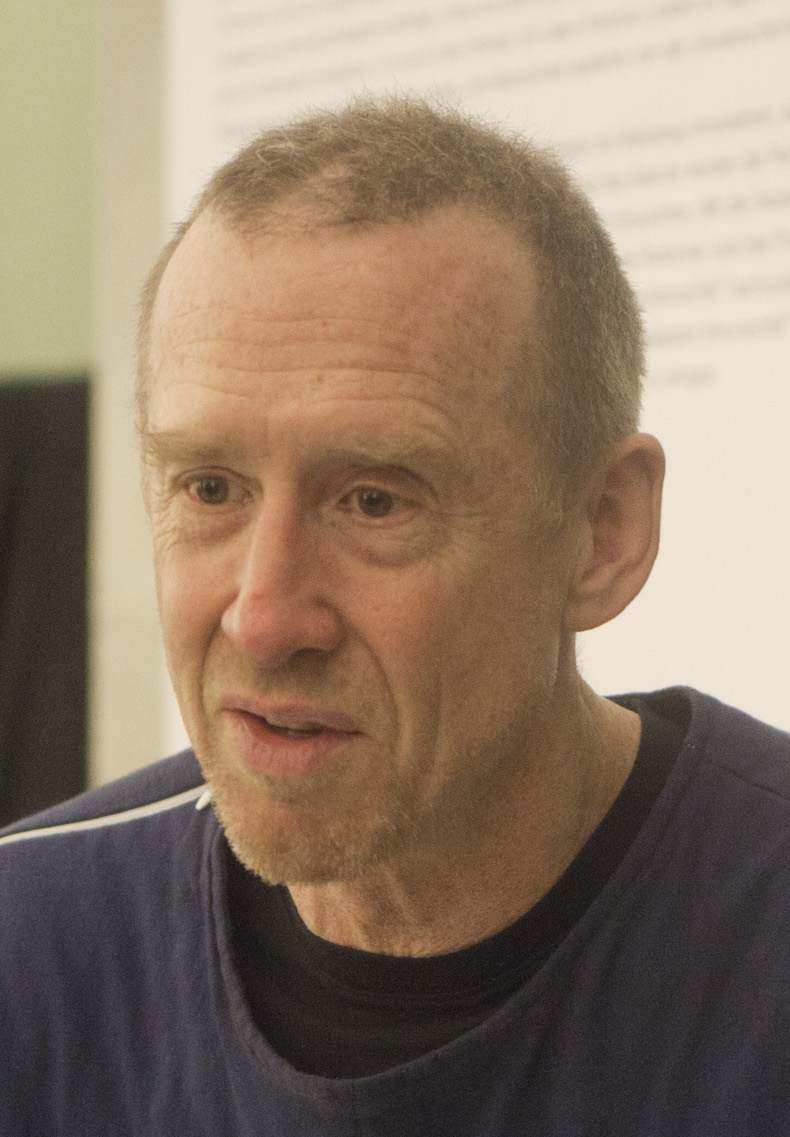
ウィリアム・フォーサイス（2012年）

ウィリアム・フォーサイス（William Forsythe、1949年12月30日 - ）は、アメリカ合衆国における主要なバレエダンサーのひとりで、現代の最も先端的なバレエ振付家。モダン・バレエを解体し再構築することで、現在のコンテンポラリー・ダンスの歴史を造る。モダンダンスの歴史の中では、マース・カニンガムやジョージ・バランシンが創った抽象的な振付が存在したが、ウィリアム・フォーサイスはその身体言語を先鋭的な解釈で提示したといえる。その作品と手法はコンテンポラリー・ダンスの範疇で語られる。

## 略歴
アメリカのニューヨーク州ロングアイランドに生まれる。1966年に17歳で大学に入学し、この頃にダンスを習い始める。バレエの振付に際立ったものがあり、バレエ教師にその才能を見い出される。ジョフリー・バレエ団のダンス・スクールに移り、レッスン生としてよりバレエの習得に努める。程なくジョフリー・バレエ団の団員に昇格し、正式なダンサーとして舞台へ出演し踊るようになる。
1973年にヨーロッパへ渡る。当時西ドイツで第一級レベルのシュトゥットガルト・バレエ団のオーディションに合格し、バレエダンサーとして入団する。このバレエ団はクラシック・バレエ以外に前衛的なモダン・バレエの演目にもウェイトを置いており、ヨーロッパにおけるモダンバレエの中心的な役割とその名を馳せていた。そのため、バレエ団の芸術監督のジョン・クランコをはじめ、世界中の才能が集まっていた。
1976年にバレエ団のバックアップで新人振付け家として最初の作品「ウルリヒト」 (Urlicht) を発表する。これはモダン・バレエであり、男性ダンサーと女性ダンサーとのパ・ド・ドゥであった。以降は、所属するシュトゥットガルト・バレエ団を中心に数多くのモダン作品を発表するようになるが、舞台芸術の先端を突き進む表現に国外からも高い評価を得ることになる。世界中のバレエ団や劇場に作品を委嘱され、多くのカンパニーのレパートリーとなっている。
1983年に、ドイツのフランクフルト・バレエ団内に「Gange」を作る。翌年には、フランクフルト市の文化省の任命で同バレエ団の芸術監督に就任する。就任後間もなく、大作を幾つも発表する。フォーサイスはダンサーの身体能力の極限に挑むかのような、複雑で難度の高い超絶技巧を要する振付を行った。加速された動作スピードと連続的な動きの要素で構成されたそれらの作品は、従来からのバレエに飽き足らなかった観客を惹き付けた。
2002年にフランクフルト・バレエ団はクラシックの上演を主体にするとし、フォーサイスの解任を発表する。世界中のバレエ・ファンからの抗議により取り消されたが、財政難を理由に2004年7月に解散、フォーサイスはプライベート・カンパニーとしてザ・フォーサイス・カンパニー（The Forsythe Company）を新たに立ち上げ、2005年1月よりその活動を開始する。カンパニーはザクセン州、ヘッセン州、ドレスデン市、フランクフルト市、スポンサーより支援を受け運営している。現在は18名の専属ダンサーがフォーサイスと創作活動を共にし、2005年4月の新カンパニーのワールドプレミア公演を皮切りに、フランクフルト、ドレスデンを拠点に世界各国で公演を行っている。
最近ではダンスに加えヴィデオ・インスタレーション作品やCD-ROM作品も発表し、新たなるバレエ美学を示している。本流のバレエや舞踊でない領域にも食指を動かしており、日本人の武道家（日野晃）とも交流している。
2012年、自身の作品 "Bongo Bongo Nageela" （Impressing the Czar（1988年初演）の中のパート4にあたる作品）を元にしたダンスを学習するためのコンテンツ「Bongo Bongo,9 phases」（日本女子体育大学 ダンス・プロデュース研究部）にも協力している。2024年京都賞思想・芸術部門受賞。